# Balvenie
Balvenie je škotski single malt viski, proizvod istoimenske destilarne, ki deluje v mestu Dufftown v Speysideu na Škotskem. 

## Zgodovina destilarne
Destilarno je leta 1889 ustanovil William Grant, ki je kasneje ustanovil podjetje William Grant & Sons, ki deluje še danes. Grant je pred tem delal v destilarni Mortlach distillery, vendar je leta 1886 začel graditi lastne obrate v zavetju gradu Balvenie, po katerem je tudi poimenoval destilarno.

## Polnitve
- Founder's Reserve 10 Year Old , 10 let staran viski
- Doublewood 12 Year Old, 12 let staran viski
- Portwood 1989, viski polnjen iz sodov letnika 1989
- Single Barrel 15 Year Old, 15 let staran viski
- Islay Cask 17 Year Old, 17 let staran viski
- Portwood 21 Year Old, 21 let staran viski
- Balvenie Thirty, 30 let staran viski
- The Balvenie Cask 191
- The Balvenie Vintage Cask 1973, viski polnjen iz sodov letnika 1973